# لئون لدرمن
لئون ماکس لدرمن (به انگلیسی: Leon Max Lederman) (زادهٔ ۱۵ ژوئیه ۱۹۲۲ – درگذشته ۳ اکتبر ۲۰۱۸)، فیزیکدان و برندهٔ جایزه نوبل فیزیک ۱۹۸۸ بود.
او رئیس سابق آزمایشگاه فِرمی بود.
لدرمن استاد مؤسسه فناوری ایلینوی و نویسندهٔ کتاب ذرهٔ خدا: اگر پاسخ کائنات است، سؤال چیست؟ است که در آن بوزون هیگز را «ذرهٔ خدا» نامید. او اگرچه یهودی‌تبار است اما در جهان‌بینی رسماً بی خدا و اتئیست است. او به مزاح اما به صراحت در صفحهٔ ۲۲ کتابش نوشته‌است که نمی‌توانسته‌است ذره‌ای که اثبات وجودش آن همه هزینه برده و دانشمندان را دهه‌ها به زحمت انداخته‌است را «ذرهٔ لعنت خدا» نام دهد، زیرا ناشر از چاپ کتابش سر بازمی‌زده‌است. اغلب در رسانه‌های غیرتخصصی از بوزون هیگز به‌عنوان «ذرهٔ خدا» یاد می‌شود.